# Interior Gateway Routing Protocol
Das Interior Gateway Routing Protocol (IGRP) ist ein in den 1980er Jahren von Cisco entwickeltes proprietäres Distance-Vector-Routingprotokoll, das von Routern eingesetzt wird, um innerhalb eines autonomen Systems Routing-Informationen auszutauschen.
Die Ziele bei der Entwicklung von IGRP waren vor allem eine Verbesserung der Skalierbarkeit sowie ein Überwinden der von RIP vorgegebenen maximalen Anzahl von 15 Netzwerkknoten, die ein Zielnetzwerk entfernt sein darf, bis das Netz als nicht erreichbar gilt. Die  maximale Anzahl an Routern zwischen Start- und Zielpunkt ("Hops") bei IGRP beträgt 255.
IGRP kann zur Erstellung von Kostenmetriken die zur Verfügung stehende Bandbreite, die auf dem Pfad entstehende Verzögerung, die Leitungszuverlässigkeit und die Leitungsauslastung verwenden. Die Metrik wird bei IGRP berechnet durch die Formel
{\displaystyle {\text{Metrik}}={\begin{cases}\left(K_{1}\ BW_{\text{IGRP}}+{\frac {K_{2}\ BW_{\text{IGRP}}}{256-LOAD_{\text{IGRP}}}}+K_{3}\ DLY_{\text{IGRP}}\right)\left({\frac {K_{5}}{RLY_{\text{IGRP}}+K_{4}}}\right)&{\text{wenn }}K_{5}>0\\K_{1}\ BW_{\text{IGRP}}+{\frac {K_{2}\ BW_{\text{IGRP}}}{256-LOAD_{\text{IGRP}}}}+K_{3}\ DLY_{\text{IGRP}}&{\text{wenn }}K_{5}=0\end{cases}}}
{\displaystyle BW_{\text{IGRP}}={\frac {10^{7}}{Bandbreite[kbps]}}}, zum Beispiel bei einer T1-Leitung mit 1544kbps beträgt {\displaystyle BW_{\text{IGRP}}={\frac {10^{7}}{1544}}=6476}
{\displaystyle DLY_{\text{IGRP}}} ist die Verzögerungszeit in 10-Mikrosekundeneinheiten, zum Beispiel bei 20000 Mikrosekunden Verzögerung beträgt {\displaystyle DLY_{\text{IGRP}}={\frac {20000}{10}}=2000}
Standardmäßig wird die Kostenmetrik einer Route aus der Bandbreite und der Leitungsverzögerung gebildet, d. h. {\displaystyle K_{1}=K_{3}=1} und {\displaystyle K_{2}=K_{4}=K_{5}=0} und {\displaystyle {\text{Metrik}}=BW_{\text{IGRP}}+DLY_{\text{IGRP}}}.
Zur Vermeidung von Routingschleifen kommen Split-Horizon-Verfahren, Holddown Timer, Route Poisoning und Triggered Updates zum Einsatz.
IGRP wird nicht weiterentwickelt und wird ab Cisco IOS v12.3 nicht mehr unterstützt. Das EIGRP-Protokoll, welches im Gegensatz zu IGRP beispielsweise VLSM unterstützt, wurde von Cisco als Nachfolger eingesetzt.